# 青田街一號
《青田街一號》（英語：The Laundryman），是一部恐怖動作愛情喜劇片，於2015年上映的電影。由張孝全、隋棠、萬茜領銜主演。台灣定於2015年8月20日上映。本片入圍2015年台北電影節劇情長片。也是隋棠生產前的最後參與的電影演出，影迷期待度甚高。張孝全也表示這是他從影以來最瘋癲的演出，另一女主角萬茜在2014年以鈕承澤執導的《軍中樂園》一片登上台灣舞台並順勢奪下同年金馬獎最佳女配角，也在本片的拍攝過程中與張孝全擦出了戲外的火花。上映期間其中一隻預告因內容涉及買兇滅門過於驚悚，導致無法在facebook中正常播放，也引起部分民眾的討論。導演李中則是首度執導劇情長片，為了能夠完成拍攝《青田街一號》煞費苦等三、四年，直到遇上監製李烈，才終於順利完成。

## 劇情簡介
「青田街一號」，是阿姑賦予他的名字，他是阿姑的得力幫手，更是頭號王牌殺手。原來阿姑的洗衣店白天洗的是客人的衣服，晚上洗衣機裡洗的是這城市裡的失蹤人口名單。青田街一號執行任務不留痕跡，快速俐落，卻被他一個個幹掉的亡靈給纏上，他什麼不怕就偏偏怕鬼。只好求助仙姑林香，哪知道情況比他想像的還要大條……

## 演員陣容
| 演員   | 角色                    | 介紹 |
| 張孝全 | 青田街一号              | 「青田街一號」，是阿姑的王牌殺手，執行任務無往不利。然而工作久了難免被鬼魂纏身......                                 |
| 隋棠   | 阿姑 (精神科醫師歐瑞華) | 風情萬種的洗衣店老闆娘，阿姑的洗衣店白天洗的是客人的衣服，晚上洗的是失蹤人口名單......                               |
| 萬茜   | 林香                    | 命理師、驅鬼高手，美麗的女子，經常有來自各地的人向她問事，請求協助解決感情、事業等問題，也是少數有驅鬼能力的通靈者。 |

### 其他演員
| 演員   | 角色           | 介紹       |
| 張少懷 | 模型男         | 色魔鄰居   |
| 高盟傑 | 色魔           |            |
| 曾珮瑜 | 東大路六號     | 亡靈女鬼   |
| 楊雁雁 | 楊鶯鶯         | 小隊長刑警 |
| 李冠毅 | 青田街二號     |            |
| 蔡明修 | 唐武雄         | 老刑警     |
| 施名帥 | 不孝子小寶     |            |
| 林志儒 | 公園補習班老師 |            |
| 吳培基 | 亡靈老先生     |            |
| 周儷玲 | 亡靈老太太     |            |
| 李烈   | 無頭女鬼       |            |
| 許琬姍 | 胖美女         |            |
| 徐平泰 | 酒吧黑道       |            |

## 電影歌曲
| 曲序 | 曲目                   |        | 作曲   | 演唱     |
| ---- | ---------------------- | ------ | ------ | -------- |
| 1.   | 《糾纏》（主題曲）     | -      | -      | 乱彈阿翔 |
| 2.   | 《Paradise》（片尾曲） | 柯大堡 | 柯大堡 | 柯大堡   |

## 工作人員
- 製作人：李烈、黃江豐
- 導演：李中
- 編劇：陳玉勳、李中
- 製作公司：影一製作所股份有限公司[1]{{r|mag-worldscreen-2015-14391}ㄚ
- 髮型師：郭維荻/LAURANCE 黃玲惠/Eddie

## 票房
最終票房1,200萬。

## 入圍/參展
| 年份 | 頒獎典禮                                                                | 獎項               | 入圍者                     | 結果 |
| ---- | ----------------------------------------------------------------------- | ------------------ | -------------------------- | ---- |
| 2015 | 台北電影節                                                              |                    |                            | 入圍 |
| 2015 | 瑞士洛迦諾影展 大廣場單元 Locarno Film Festival Piazza Grande Screening |                    |                            | 參展 |
| 2015 | 第52屆金馬獎                                                            | 最佳男配角         | 張少懷                     | 提名 |
| 2015 | 第52屆金馬獎                                                            | 最佳新導演         | 李中                       | 提名 |
| 2015 | 第52屆金馬獎                                                            | 最佳電影原創歌曲獎 | 乱彈阿翔（陳泰翔）《糾纏》 | 提名 |
| 2015 | 第52屆金馬獎                                                            | 最佳音效           | 郭禮杞                     | 提名 |

## 外部連結
- 青田街一號的Facebook專頁
- Yahoo奇摩電影上《青田街一號》的資料（繁體中文）
- 開眼電影網上《青田街一號》的資料（繁體中文）
- 时光网上《青田街一號》的資料（简体中文）
- 豆瓣电影上《青田街一號》的資料 （简体中文）
- 香港影庫上《青田街一號》的資料（繁體中文）
- 互联网电影数据库（IMDb）上《青田街一號》的资料（英文）
- . YouTube上的1productiontw頻道. 2014-07-04. （原始内容存档于2020-06-10） （中文（臺灣））. 外部链接存在于|publisher= (帮助)

| 台灣 緯來電影台 週四晚間九點全台首播 |
| ------------------------------------ |
| 青田街一號 2016.02.11                |